# Dipoenura aplustra
Dipoenura aplustra là một loài nhện trong họ Theridiidae.
Loài này thuộc chi Dipoenura. Dipoenura aplustra được miêu tả năm 1997 bởi Zhu & Zhang.